# 内蒙狼逍遥蛛
内蒙狼逍遥蛛（学名：Thanatus neimongol）为逍遥蛛科狼逍遥蛛属的动物。在中国大陆，分布于内蒙古等地。该物种的模式产地在内蒙古。